# Ljung e Annelund
Ljung e Annelund (em sueco: Ljung och Annelund) é uma localidade da Suécia, situada na província histórica da Västergötland, no sudoeste do país.
                                                                                                                                              Resulta da união em 2015 de duas localidades até então existentes – Ljung e Annelund - em consequência da sua proximidade e crescimento geográfico.

Pertence ao município de Herrljunga, no condado de Västra Götaland.
Tem uma área de 1,84 km² e uma populacão de 1 215 habitantes (2020).

Está situada a 8 km a sul da cidade de Herrljunga .

As duas anteriores localidades de Ljung e Annelund estão ligadas pela estrada regional 182.

## Comunicações
- Estrada regional 182 - rodovia ligando Vårgårda-Ljung-Annelund-Timmele [4]
- Linha de Älvsborg - via férrea ligando Ljung a Herrljunga e a Borås [5]

## Desporto
Ljung-Annelund possui um clube desportivo.
- Annelunds IF (futebol, esquis, hóquei no gelo)

O clube dispõe de campo de futebol com relva artficial, pistas de esqui com iluminacão elétrica e uma pista de patinagem no gelo.